# Грейт-Ярмут (район)
Грейт-Ярмут (англ. Great Yarmouth) — неметрополитенский район (англ. Non-metropolitan district) со статусом боро в графстве Норфолк (Англия). Административный центр — город Грейт-Ярмут.

## География
Район расположен на побережье Северного моря в восточной части графства Норфолк, на юге граничит с графством Суффолк.

## Состав
В состав района входит город Грейт-Ярмут

и 21 община (англ. Civil parish):
- Эшби-уит-Оби
- Белтон уит Броустон
- Брадуэлл
- Бург Касл
- Кейстер-он-Си
- Филби
- Флеггбург
- Фритон энд Сейнт Олейвс
- Хемсби
- Хоптон-он-Си
- Мартам
- Маутби
- Ормсби Сейнт Маргарет вит Скратби
- Ормсби Сейнт Майкл
- Репс вит Баствик
- Роллсби
- Сомертон
- Стоксби вит Херрингби
- Терн
- Уэст-Кейстер
- Уинтертон-он-Си